# Carliella
Carliella is een geslacht van rechtvleugeligen uit de familie sabelsprinkhanen (Tettigoniidae). De wetenschappelijke naam van dit geslacht is voor het eerst geldig gepubliceerd in 1911 door Karny.

## Soorten
Het geslacht Carliella  is monotypisch en omvat slechts de volgende soort:
- Carliella mandibularis (Karny, 1911)